# Андрија Алеши
Андрија Алеши (алб. Andrea Aleksi) познат и као Андреа Алеси ди Дуразо (Леши, Албанија 1425. – Сплит, око 1505), је био архитекта и вајар, једна је од најзначајнијих уметничких особеностисти хрватске уметности 15. века. Остварио је у појединим остварењима дело које надилази локални карактер сврставајући га у европским оквирима у сам врх прилазног готичко – ренесансног, односно ренесансног стилског израза
1435. године долази у Задар на осмогодишњи наук код клесара Марка из Троје (италијанске покрајине Апулије) где је изучио клесарски занат. По истеку наука Алеши одлази у Шибеник где се од 1445. године спомиње као помоћник Јурја Матејева Далматинца при градњи шибеничке катедрале. Његов рад на катедрали није поуздано утврђен али се претпоставља да је он ту био присутан по карактеру резултата у раду- стилу рада.
1448. године Алеши напушта Јурјеву радионицу и одлази у Сплит. Због обима посла покреће властиту радионицу у коју прима и два ученика: Но, претпоставља се да истовремено има и радионицу у Шибенику у којој има такође ученика.
У то вриеме Алеши је у Сплиту ангажован и на радовима Палате општине. Иако данас није поуздано утврђено на које се то тачно радове односило.
Иако Алеши у Сплиту делује као самосталан мајстор сарадња с Јурјем Далматинцем се не прекида.
Истовремено док ради за Јурја настаје и Алешијев богат опус на острву Рабу. 1453. уговором се обвезује да ће за рапског племића изградити капелу и гробницу у цркви св. Ивана Еванђелиста. Годину дана после склапа уговор с другим рабским племићем, да ће му изградити истоветну капелу на супротној страни цркве. Истовремено склапа и друге послове. Због обима посла Алеши је повећао своју радионицу. Претпоставља се да Алеши због обима посла на Рабу има посебну радионицу у којој 1459. као помоћници раде Миховил Сплићанин, Јаков Брачанин и становити Степан. Деловање Алешија на Рабу траје до 1462. Но и упркос богатом рабском опусу он је очуван само у фрагментима.
Најзначајнији део свог опуса Андрија Алеши остварити ће у Трогиру. Ту је већ између 1451–1457. године радио на палатама бискупа Торлона и племића Кориолана Ћипика. Од прве је данас остала сачувана само једна трифора. Но зато је очувана палата, на којој је према неким претпоставкама (Цвито Фисковић) као сарадник радио и Никола Фирентинац.
Но своја најзначајнија остварења Алеши је остварио у трогирској катедрали св. Ловре.Ту прво подиже крстионицу а потом и капелу.
1460. Андрија Алеши одлази из Сплита у Трогир. Ту је добио задатак да уз надсвођено предворје катедрале св. Ловре догради крстионицу. Истовремено када је започела изградња крстионице Алеши ради и на преобликовању катедралне сакристије. Градња крстионице трајала је до 1467. године. Тада Алеши уписује своје име с унутрашње стране крстионичких врата:

Коринтски капители зидних пиластара носе двоструки венац. Горњи део венца начињен је од двоструког низа акантусовог лишћа, а доњи чини фриз дечака (Путоа). Крстионица садржи и три скулпторска дела Андрије Алешија: рељефе Кристово Крштење у лунети над улазом и свети Јеронима у забату изнад олтара и олтарну скулптуру Ивана Крститеља.
Према Андрији Мутњаковићу Андрија Алеши : „створио је својом крстионицом прво ренесансно дело у Хрватској, у исто време када се ренесанса започела формирати у Италији и неколико десетљећа пре него што се ренесанса почела јављати у другим земљама Европе“.
Андрија Алеши и Никола Фирентинац 1469. године раде у трогирској доминиканској цркви гробницу патриција Суботића. Како је њихов рад на трогирској капели привукао пажњу ван граница хрватске 1471. добијају наруџбинuу да израде прочеље и портал цркве св. Марије аугустинског самостана на острву Сан Ницоло (Тремити). Целокупан рад је довршен 1473.
Но врло брзо долази до прекида сарадње између Андрије Алешија и Николе Фирентинца. До прекида долази 1475. године. Наиме 1473. умире Јурај Далматинац, а радове на шибенској катедрали 1475. преузима Фирентинац, који 1477. постаје и протомагистар даљње изградње.
С турском опасношћу све више стагнирају наруџбине. Тако ће осамдесетих година Алеши радити са својом радионицом на учвршћивању сплитских зидина. Забележено је да је 1497. вршио поправке звоника сплитске катедрале.
1503. Андрија Алеши ради властити надгробни споменик који је поставио у сплитској цркви св. Духа. Године 1504. пише опоруку, а 1507. више се не води на попису сплитских грађана.